# Cuiabá EC
Der Cuiabá Esporte Clube (oft einfach Cuiabá genannt) ist ein brasilianischer Fußballverein aus Cuiabá im Bundesstaat Mato Grosso.

## Geschichte
Der Verein ist 2001 von dem ehemaligen Fußballspieler Luíz Carlos Tóffoli „Gaúcho“ gegründet wurden, der auch sein erster Präsident war.
Nachdem der Verein bereits 2003 und 2004 seine ersten Staatsmeistertitel hatte gewinnen können, musste er 2006 in Folge finanzieller Probleme und damit verbundener Lizenzschwierigkeiten seinen Spielbetrieb einstellen. 2009 konnte er in der zweiten Staatsliga wieder antreten und nach nur einer Saison die Rückkehr in die erste Liga feiern. Bereits im Folgejahr konnte er den Gouverneurspokal gewinnen und sich erstmals zur Copa do Brasil für einen nationalen Wettbewerb qualifizieren. Mittlerweile hat sich der Cuiabá EC als eine Spitzenmannschaft im Staat Mato Grosso etabliert und steht in Rivalität zum lokalen Traditionsclub Mixto EC.
Als Staatsmeister von 2011 hat sich der Verein für die Série D der nationalen Fußballmeisterschaft Brasiliens qualifiziert, die er noch im selben Jahr als Tabellendritter abschließen und damit den Aufstieg in die Série C begehen konnte.
Mit dem Gewinn der Copa Verde im Jahr 2015 hat der Verein erstmals einen regionalen Titel gewonnen und sich damit erstmals auch für einen internationalen Wettbewerb, der CONMEBOL Copa Sul-Americana (2016), qualifiziert. 2018 erreichte der Klub in der Série C den zweiten Platz und stieg in die zweithöchste Spielklasse Brasiliens die Série B auf. Seinen ersten Auftritt in der Liga schloss Cuiabá 2019 als Achter ab. In der Saison darauf schaffte der Klub am vorletzten Spieltag erstmals den Aufstieg in die Série A. 2024 musste der Klub wieder absteigen. Nach dem 36. Spieltag in der Série A 2024 stand dieser fest.

## Erfolge
- Staatsmeisterschaft von Mato Grosso (13×): 2003, 2004, 2011, 2013, 2014, 2015, 2017, 2018, 2019, 2021, 2022, 2023, 2024
- Copa Verde: 2015, 2019
- Gouverneurspokal von Mato Grosso: 2010, 2016, 2017